# Élection présidentielle brésilienne de 1955
L'élection présidentielle brésilienne de 1955 est la seizième élection présidentielle depuis la proclamation de la République en 1889. Elle se déroule le lundi 3 octobre 1955.

## Modalités
L'élection se déroule au scrutin uninominal majoritaire à un tour, le candidat arrivant en tête remportant l'élection qu'il ait la majorité absolue ou la majorité relative.

## Contexte

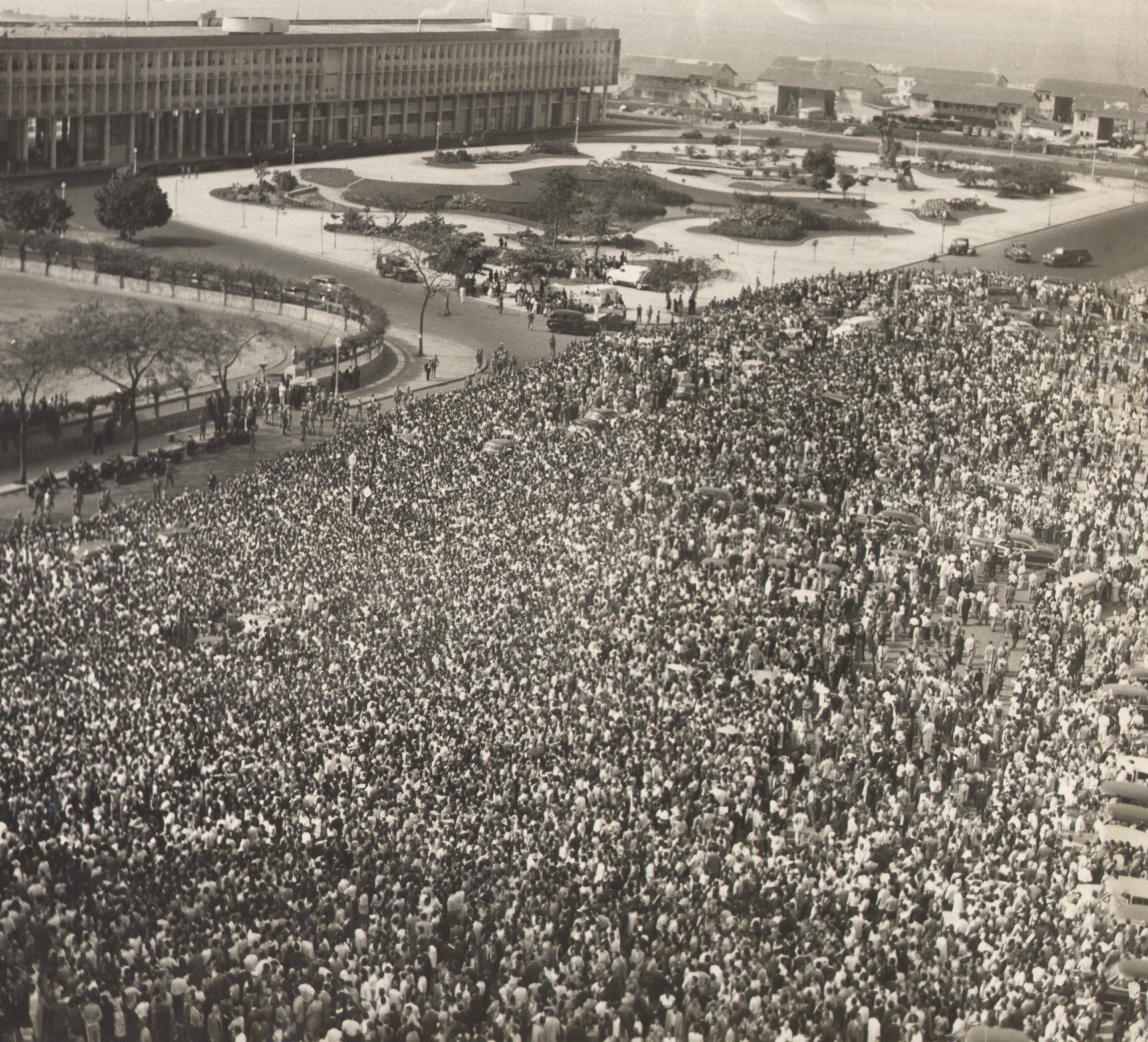
Transfert du corps de Getúlio Vargas de Rio de Janeiro pour l'inhumation à São Borja, 1954.

L'élection se déroule un peu plus d'un an après le suicide du président Getúlio Vargas. 
Dès son retour au pouvoir, le président Vargas avait rencontré l'opposition du Congrès qui n'était pas de la même étiquette politique que lui. Soutenu dans un premier temps par les partis de gauche et le gouverneur de l'État de São Paulo Ademar de Barros, il perd petit à petit le soutien des partis de gauche. 
Progressivement, il perd également le soutien des militaires dont il s'était assuré le soutien avant son élection en 1950. L'affaire de la nationalisation de Petrobras en 1953 continue de limiter sa marge de manœuvre, d'autant que d'importantes grèves affectent le pays dans l'industrie et les principaux ports du pays (Belém, Rio de Janeiro, Santos). Le doublement du salaire minimum décidé par le ministre du Travail João Goulart entraine le retournement de l'armée qui soutient ouvertement l'opposition. Les États-Unis et le Fonds monétaire international achèvent la crédibilité de Vargas en imposant une politique de rigueur qui mettait en péril l'industrialisation du pays. La publication du Manifeste des colonels en février 1954 fait surgir l'hypothèse d'un éventuel nouveau coup d'État dans le pays. Le climat de tension se renforce après que Carlos Lacerda, journaliste, député populiste et principal adversaire de Vargas, ait été victime d'une tentative d'assassinat. L'enquête est bouclée rapidement, mais elle met en lumière une corruption massive au sein de l'entourage du président. Isolé et lassé par une situation qu'il ne maitrise plus, Vargas se suicide après un dernier Conseil des ministres le 24 août 1954.
Le Brésil connaît une situation politique très tendue après le suicide de Vargas, au point que les militaires envisagent de nouveau de faire un coup d'État. La droite qui n'avait cessé d'appeler à la démission de Vargas se divise encore davantage après son suicide, tandis que la population attaque l'ambassade américaine et les sièges des journaux hostiles à Vargas. L'intervention du nouveau président João Fernandes Campos Café Filho annonçant le maintien du calendrier électoral empêche la situation de s'envenimer, mais celui-ci est victime d'une crise cardiaque qui entraîne une incapacité à exercer ses fonctions. Le président de la Chambre des députés Carlos Coimbra da Luz lui succède conformément à la constitution mais sa proximité avec les militaires entraîne une fracture au sein de l'armée. Le général Henrique Teixeira Lott destitue Luz et fait arrêter les militaires factieux. Le président du Sénat fédéral Nereu de Oliveira Ramos achève le mandat présidentiel de Vargas.

## Candidats
Quatre candidats se présentent à la présidence :
- Juscelino Kubitschek
- Juarez Távora (pt)
- Ademar de Barros
- Plínio Salgado

La constitution brésilienne de 1946 prévoit que les candidats à la présidence et à la vice-présidence se présentent de manière séparée et autonome. Trois candidats à la vice-présidence se présentent :
- João Goulart
- Milton Campos (pt)
- Danton Coelho (pt)

## Résultats

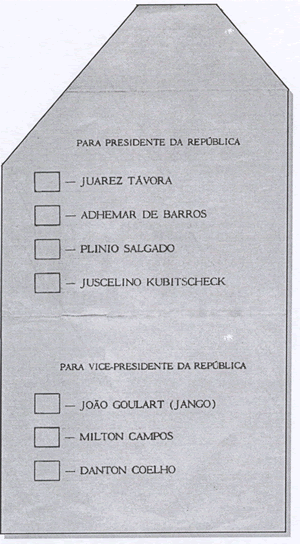
Bulletin de vote utilisé lors de l'élection.

Les résultats définitifs sont annoncés par le Tribunal suprême fédéral le 14 janvier 1956.

### Présidence
| Inscrits              | Inscrits              | Inscrits                                  | 15 243 246 |             |  |  |
| Abstentions           | Abstentions           | Abstentions                               | 6 146 232  | 40,32 %     |  |  |
| Votants               | Votants               | Votants                                   | 9 097 014  | 59,68 %     |  |  |
|                       |                       |                                           |            |             |  |  |
| Bulletins enregistrés | Bulletins enregistrés | Bulletins enregistrés                     | 9 097 014  |             |  |  |
| Bulletins nuls        | Bulletins nuls        | Bulletins nuls                            | 310 039    | 3,41 %      |  |  |
| Bulletins blancs      | Bulletins blancs      | Bulletins blancs                          | 161 852    | 1,78 %      |  |  |
| Suffrages exprimés    | Suffrages exprimés    | Suffrages exprimés                        | 8 625 123  | 94,81 %     |  |  |
|                       |                       |                                           |            |             |  |  |
|                       | Candidat              | Parti                                     | Suffrages  | Pourcentage |  |  |
|                       | Juscelino Kubitschek  | Parti social démocratique                 | 3 077 411  | 35,68 %     |  |  |
|                       | Juarez Távora (pt)    | Union démocratique nationale              | 2 610 462  | 30,27 %     |  |  |
|                       | Ademar de Barros      | Parti social progressiste (en)            | 2 222 897  | 25,77 %     |  |  |
|                       | Plínio Salgado        | Parti de la représentation populaire (en) | 714 353    | 8,28 %      |  |  |

### Vice-présidence

Résultats par État du scrutin pour la vice-présidence.

| Inscrits              | Inscrits              | Inscrits                       | 15 243 246 |             |  |  |
| Abstentions           | Abstentions           | Abstentions                    | 6 146 232  | 40,32 %     |  |  |
| Votants               | Votants               | Votants                        | 9 097 014  | 59,68 %     |  |  |
|                       |                       |                                |            |             |  |  |
| Bulletins enregistrés | Bulletins enregistrés | Bulletins enregistrés          | 9 097 014  |             |  |  |
| Bulletins nuls        | Bulletins nuls        | Bulletins nuls                 | 722 674    | 7,94 %      |  |  |
| Bulletins blancs      | Bulletins blancs      | Bulletins blancs               | 257 931    | 2,84 %      |  |  |
| Suffrages exprimés    | Suffrages exprimés    | Suffrages exprimés             | 8 116 409  | 89,22 %     |  |  |
|                       |                       |                                |            |             |  |  |
|                       | Candidat              | Parti                          | Suffrages  | Pourcentage |  |  |
|                       | João Goulart          | Parti social démocratique      | 3 591 409  | 44,25 %     |  |  |
|                       | Milton Campos (pt)    | Union démocratique nationale   | 3 384 739  | 41,7 %      |  |  |
|                       | Danton Coelho (pt)    | Parti social progressiste (en) | 1 140 261  | 14,05 %     |  |  |